# Aral (Xinjiang)
Cette page contient des caractères spéciaux ou non latins. S’ils s’affichent mal (▯, ?, etc.), consultez la page d’aide Unicode.
Pour les articles homonymes, voir Aral (homonymie) et Alar.
Aral (ou Alar) (阿拉尔 ; pinyin : Ālā'ěr ; ouïghour : ئارال / Aral) est une ville de la région autonome du Xinjiang en Chine. Elle est administrée directement par le Corps de production et de construction du Xinjiang (Bingtuan).

## Géographie
Aral est une oasis située en bordure nord du désert du Taklamakan, à proximité du fleuve Tarim. Son nom signifie île verte en ouïghour.

## Climat
Le climat est de type continental sec. Les températures moyennes pour la ville d'Aral vont de -7,5 °C pour le mois le plus froid à +25,2 °C pour le mois le plus chaud, avec une moyenne annuelle de +11,1 °C (chiffres arrêtés en 1990).

## Démographie
La population était estimée à 168 000 habitants résidents en 2004.

## Économie
La région d'Aral est la première région productrice de coton à longues fibres de Chine.

### Sources
- (en) Three new cities established in Xinjiang (People's Daily, 19 janvier 2004)
- (en) Codes postaux du Xinjiang